# Coachella Valley

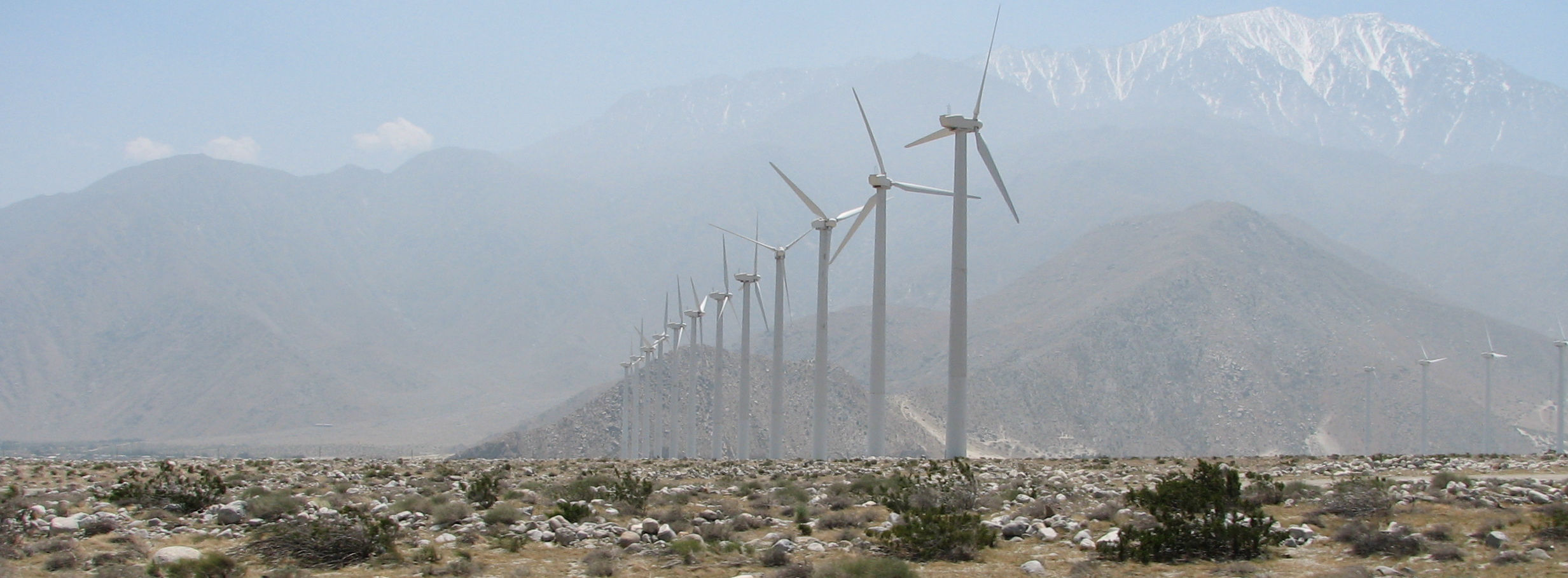
Vindkraftverk i Coachella Valley.

Coachella Valley är en dalgång i Riverside County i södra Kalifornien, USA och ligger i Coloradoöknen, öster om Los Angeles. Dalgången sträcker sig cirka 72 km åt sydöst från San Bernardino Mountains till saltvattenssjön Salton Sea, den största sjön i Kalifornien. Coachella Valley är cirka 24 km bred och avgänsas i väst av San Jacinto Mountains och Santa Rosa Mountains och i nord och öster av Little San Bernardino Mountains. San Andreasförkastningen genomkorsar Coachella Valley från Chocolate Mountains i dalens sydöstra hörn till Little San Bernardino Mountains. Coachella Valley ligger delvis lägre än havsytan.

## Befolkning
I Coachella Valley finns nio städer och diverse områden som hör direkt till Riverside County, så kallade "unincorporated communities".
| Stad                  | Befolkning (2000 års folkräkning) | Befolkning (uppskattning 2005) |
| --------------------- | --------------------------------- | ------------------------------ |
| Cathedral City        | 42,647                            | 50,632                         |
| Coachella             | 22,724                            | 30,764                         |
| Desert Hot Springs    | 16,582                            | 19,386                         |
| Indian Wells          | 3,816                             | 4,781                          |
| Indio                 | 49,116                            | 66,118                         |
| La Quinta             | 23,694                            | 36,145                         |
| Palm Desert           | 41,155                            | 49,280                         |
| Palm Springs          | 42,807                            | 45,731                         |
| Rancho Mirage         | 13,249                            | 16,416                         |
| "Unincorporated area" | 76,695                            | 91,721                         |
| Totalt                | 332,485                           | 410,974                        |

Den populära rekreationsorten Palm Springs finns i den nordvästra delen av dalen.